# Блас Рока
Блас Рока (исп. Blas Roca, настоящее имя — Франсиско Вильфредо Кальдерио (исп. Francisco Wilfredo Calderío), 24 июля 1908, Мансанильо, Гранма — 26 апреля 1987, Гавана) — политический деятель Кубы. Герой Труда Республики Куба (1983).

## Биография
Родился в Мансанильо, провинция Орьенте, в семье мелкого служащего. В 11 лет был вынужден бросить школу, чтобы добывать деньги на пропитание, работал чистильщиком обуви. С 1929 — участник профсоюзного движения, в том же году вступил в Коммунистическую партию Кубы. С 1930 — секретарь комитета компартии провинции Орьенте, в 1931—1932 отбывал тюремное заключение за революционную деятельность, в последующем неоднократно подвергался арестам. В 1933 — секретарь комитета компартии города Гаваны, в том же году стал членом ЦК, Политбюро и Секретариата ЦК компартии Кубы.
В 1934—1939 — генеральный секретарь компартии Кубы, в 1939—1944 — генеральный секретарь Революционно-коммунистического союза, созданного в результате объединения компартии и Революционного союза; после переименования Революционно-коммунистического союза в Народно-социалистическую партию (1944) в 1944—1961 — генеральный секретарь Народно-социалистической партии. В 1935 — делегат VII конгресса Коминтерна, в 1935—1943 — кандидат в члены ИККИ. В 1940—1948 и 1950—1954 — депутат конгресса Кубы.
С 1961 — член Национального руководства Объединённых революционных организаций Кубы (ОРО), с 1962 — член Секретариата Национального руководства ОРО и директор газеты «Noticias de Hoy». С октября 1965 — член ЦК, Секретариата ЦК компартии Кубы и председатель Конституционной комиссии ЦК КПК. В 1965—1981 — председатель Национальной ассамблеи народной власти, заместитель председателя Государственного совета с 1976. С 1975 — член Политбюро ЦК КП Кубы.
Автор ряда теоретических и политических трудов.

## Публикации
- Социалистическая мораль — новая сила, вдохновляющая кубинский народ, в кн.: Куба. Историко-этнографич. очерки, М., 1961;
- Куба: революция в действии, «Проблемы мира и социализма», 1959, No 8;
- Кубинский народ в борьбе за свободу и независимость, «Коммунист», 1960, No 7;
- Народная революция на Кубе и перспективы её дальнейшего развития, «Партийная жизнь», 1959, No 6.
- Основы социализма на Кубе, М., 1961.